# Sommet sur l'intelligence artificielle de 2023

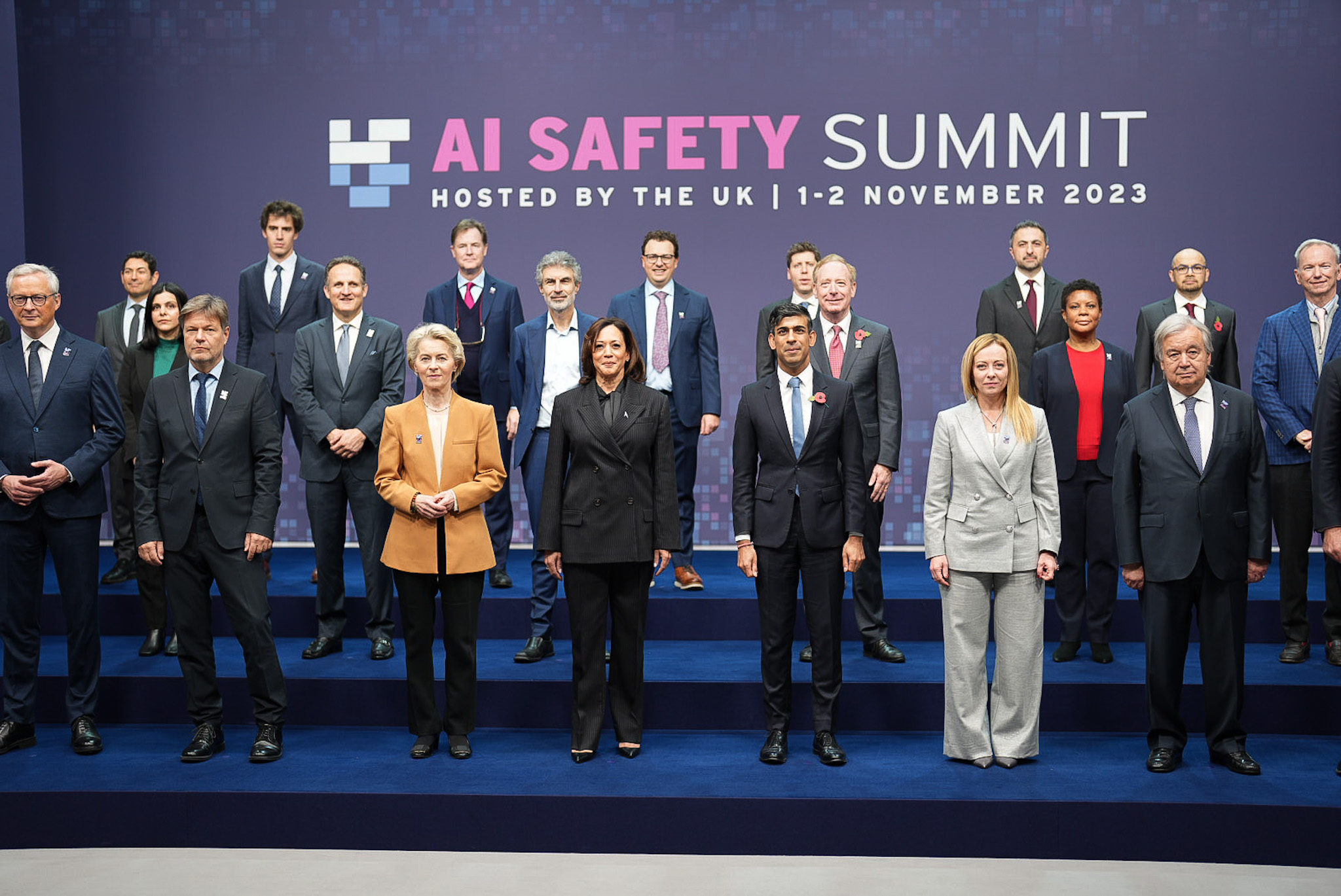

Le Sommet sur l'intelligence artificielle 2023 est une conférence internationale sur la sécurité et la réglementation de l'intelligence artificielle. Il s'est tenu dans le domaine de Bletchley Park, au Royaume-Uni, les 1er et 2 novembre 2023.
Il s’agissait du premier sommet mondial sur l’intelligence artificielle, qui est censé devenir un événement récurrent.

## Contexte
Le Premier ministre du Royaume-Uni, Rishi Sunak, a fait de l'IA une priorité de son mandat en annonçant que le Royaume-Uni accueillerait une conférence mondiale sur la sécurité de l'IA à l'automne 2023.

## Lieu

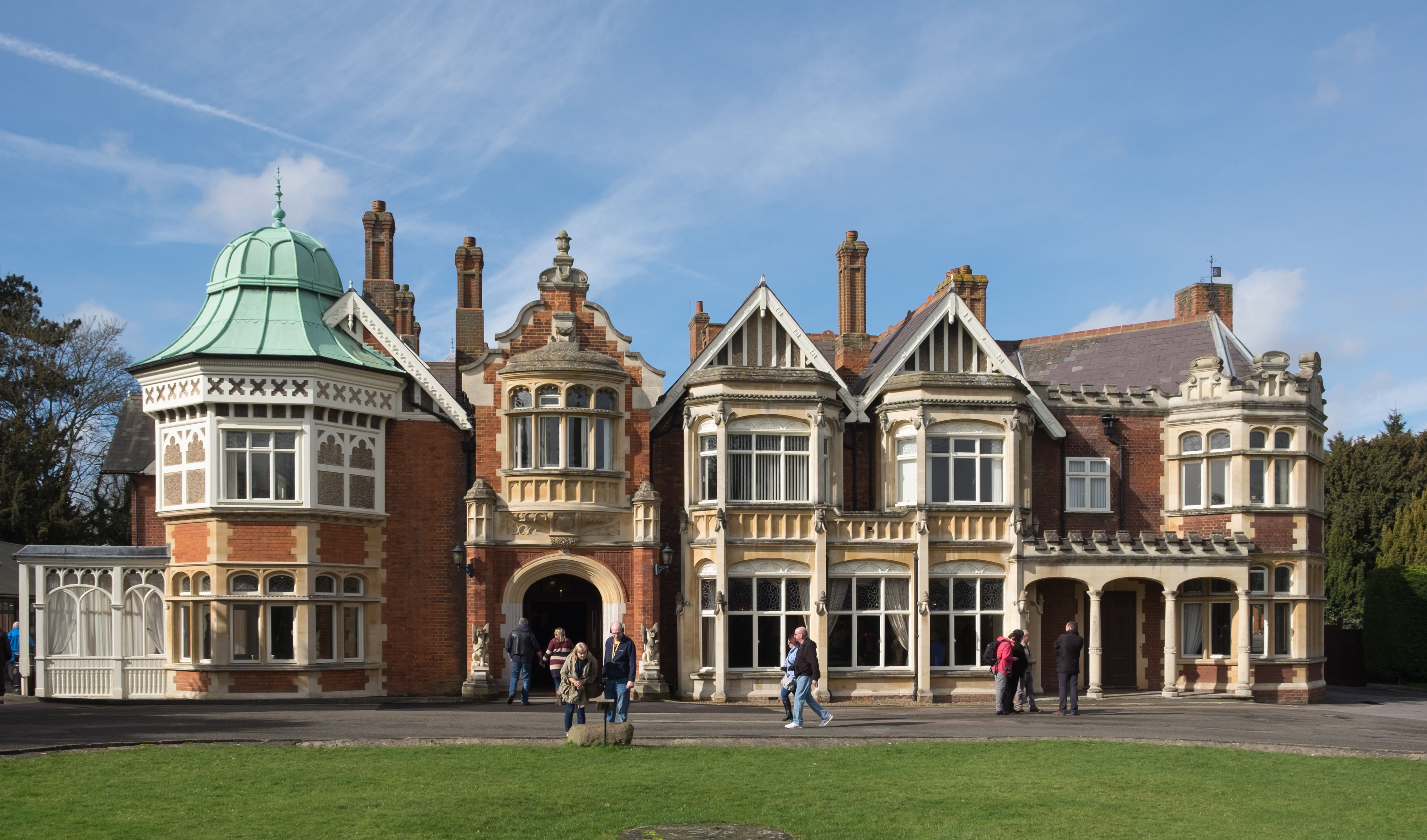
Photo du manoir de Bletchley Park.

Situé dans la ville de Milton Keynes, le domaine de Bletchley Park fut un centre de décryptage de l'armée britannique pendant la Seconde Guerre mondiale. Il a joué un rôle important dans l'histoire de l'informatique. Certains des premiers ordinateurs modernes, notamment la série des Colossus, ont vu le jour entre ses murs.
Les 28 participants du Sommet, dont les États-Unis, la Chine et l'Union européenne, ont publié un accord connu sous le nom de « déclaration de Bletchley », appelant à la coopération internationale pour gérer les défis et les risques liés à l'intelligence artificielle.
L'accent a été mis sur la réglementation de « l'IA d'avant-garde », terme désignant les systèmes d'IA les plus récents et puissants. Les préoccupations soulevées lors du sommet incluent l'utilisation potentielle de l'IA à des fins de terrorisme, d'activités criminelles et de guerre, ainsi que le risque existentiel posé à l'humanité dans son ensemble.
Elon Musk et Rishi Sunak ont réalisé une interview en direct sur la sécurité de l'IA, le 2 novembre, sur X.
Le prochain Sommet sur l'Intelligence artificielle devrait être organisé par la Corée du Sud en mai 2024, puis par la France fin 2024.

## Participants notables
Les personnes suivantes ont assisté au sommet,: 
- Rishi Sunak, premier ministre du Royaume-Uni
- Ursula von der Leyen, présidente de la Commission européenne
- Antonio Guterres, secrétaire général des Nations unies
- Kamala Harris, vice-présidente des États-Unis
- Charles III, roi du Royaume-Uni (par visio-conférence)
- Elon Musk, PDG de Tesla et xAI[11], propriétaire de Twitter, SpaceX et Neuralink
- Giorgia Meloni, première ministre italienne
- Sam Altman, PDG d'OpenAI[11]
- Jensen Huang, PDG de Nvidia[11]
- Alex Karp, PDG de Palantir[11]
- Michelle Donelan, secrétaire d'État britannique à la Science, à l'Innovation et à la Technologie
- Geoffrey Hinton, spécialiste de l'intelligence artificielle
- Yoshua Bengio, spécialiste de l'intelligence artificielle.